# District de Tchouï
Le district de Tchouï (en kirghize : Чүй району) est un raion de la province de Tchouï dans le nord du Kirghizistan. Établi en 1927, son chef-lieu est le village de Tchouï. Sa superficie est de 1 756 km2 ; 47 017 personnes y résidaient en 2009. La ville de Tokmok, bien que cernée par le district, ne lui est pas rattachée administrativement.

## Géographie
Le district se situe dans la partie orientale de la vallée de la Tchouï. Au sud il monte dans les monts Alataou kirghizes. L'hydrologie est dominée par la rivière Tchou et ses affluents (Shamshy, Kegeti, etc.), alimentés par des glaciers comme le Shamshy ou le Kel-Ter. 
Le climat est continental.

## Démographie

### Composition ethnique
Selon le recensement de 2009, la population du district comporte des minorités Russe et Doungane significatives :
| Groupe ethnique | Population | Proportion |
| --------------- | ---------- | ---------- |
| Kirghizes       | 39 116     | 83.2%      |
| Russes          | 3 255      | 6.9%       |
| Dounganes       | 2 201      | 4.7%       |
| Azeris          | 828        | 1.8%       |
| Kazakhs         | 522        | 1.1%       |
| Ouzbeks         | 294        | 0.6%       |
| Allemands       | 152        | 0.3%       |
| Tatars          | 130        | 0.3%       |
| Autres groupes  | 519        | 1.1%       |

### Communautés rurales et villages
Le district de Tchouï comprend 10 communautés rurales (aiyl okmotu), constituées de un ou plusieurs villages :
1. Ak-Beshim (villages Ak-Beshim (centre), Jangy-Jol et Kalygul)
2. Burana (villages Döng-Aryk (centre), Alga, Burana et Meenetkech)
3. Ibraimov (villages Koshoy (centre), Kara-Oy, Kyzyl-Asker, Imeni Lenina, Lenin-Jol et Taldy-Bulak)
4. Iskra (villages Kara-Döbö (centre), Vostochnoe, Jangy-Turmush, Iskra et Zheleznodorozhnoye)
5. Kegeti (villages Kegeti (centre), Arpa-Tektir, Akmatbek, Sovetskoye et Imeni Chapayeva)
6. Kosh-Korgon
7. On Bir-Jylga (villages Progress (centre), Onbir-Jylga, Kayyrma et Madaniyat)
8. Saylyk (villages Saylyk (centre), Jangy-Chek et Vinogradnoye)
9. Tchouï(villages Tchouï (centre), Aral et Sadovoye)
10. Shamshy (villages Shamshy (centre), Chong-Jar, Kosh-Kashat et Karagul)

### Personnalités notables
- Ashyraaly Botaliev, chanteur d'opéra et acteur ;
- Djamankul Djenchuraev, né en 1907, douanier et écrivain ;
- Asankan Djumakmatov, chef d'orchestre né en 1923 ;
- Sultan Ibraimov, homme politique né en 1927 ;
- Kalmyrza Sarpek uulu, maire (akyn) né en 1966.